# Michael Pabst
Michael Pabst (* 7. August 1942 in Graz) ist ein österreichischer Opernsänger (Tenor).

## Leben
Nach seiner Ausbildung in Österreich war Pabst zwischen 1972 und 1980 zunächst Chorsänger an der Wiener Staatsoper tätig. Es folgten erste Solopartien am Salzburger Landestheater und am Theater Augsburg. Weitere Stationen seiner Karriere umfassten Engagements an der Volksoper Wien, dem Opernhaus Köln und der Wiener Staatsoper.
1984 und 1985 wirkte er als 1. Gralsritter im  Bayreuther Parsifal mit, welcher dann auch bei Philips als Gesamtaufnahme veröffentlicht wurde (1985). In der Mailänder Scala debütierte er 1988 im Fliegenden Holländer als Erik. Weitere Engagements führten ihn u. a. an das Gran Teatre del Liceu von Barcelona, die Opéra national de Bordeaux und an die Staatsopern München, Stuttgart und Hamburg.
Schwerpunkt seines Schaffens waren die Werke von Richard Wagner und Richard Strauss.

## Diskografie (Auswahl)
- Richard Wagner: Parsifal (Live-Aufnahme, Bayreuth, 1985): James Levine, Chor und Orchester der Bayreuther Festspiele.